# レイ・ワールド
株式会社 レイ・ワールド（LAY-WORLD Co.,Ltd）は、福岡市中央区天神にあるモデル事務所。
過去には女優の田中麗奈ら、その後全国区の活動をしていたタレントが所属していたことでも知られる。

## 主な所属モデル

### 女性
五十音順
- 内村麻美
- 大津友貴絵
- 左妃
- 松井美里
- 宮内麗花

## 過去の所属者

### 女性
五十音順
- 伊藤ニーナ
- 妹川華
- 香央里
- 川崎彩
- SACHIE
- 黒木静香
- 黒木まり絵
- 田中麗奈(テンカラットへ移籍)
- 中村知世
- 馬場翔子
- 三根梓(テンカラットへ移籍)
- 宮崎麻里英